# Spilopera roseimarginata
Spilopera roseimarginata là một loài bướm đêm trong họ Geometridae.